# Ядав, Рам Баран
Рам Баран Ядав (непальск. रामवरण यादव; род. 4 февраля 1948, Дхануса, Непал) — генеральный секретарь партии Непальский конгресс, первый президент Непала, избранный Учредительным собранием республики 21 июля 2008 года. Избрание президента стало возможным после того, как 28 мая 2008 года в Непале была провозглашена республика.
19 июля Ядаву не хватило для избрания четырёх голосов. Двумя днями позднее в его поддержку проголосовали 308 из 590 участников собрания. По количеству отданных за него голосов Ядав обошёл республиканского кандидата — поддержанного маоистами Рамраджу Прасада Сингха.
Ядав окончил медицинский колледж в Калькутте (Индия), дважды (1991 и 1999) занимал пост министра здравоохранения Непала.
В 1999 году избран в палату представителей от партии «Непальский конгресс». До избрания Президентом Непала он был Генеральным секретарём партии Непальский Конгресс.
Имеет двух сыновей и дочь. Жена умерла в 1983 году.